# Petra Štefanková

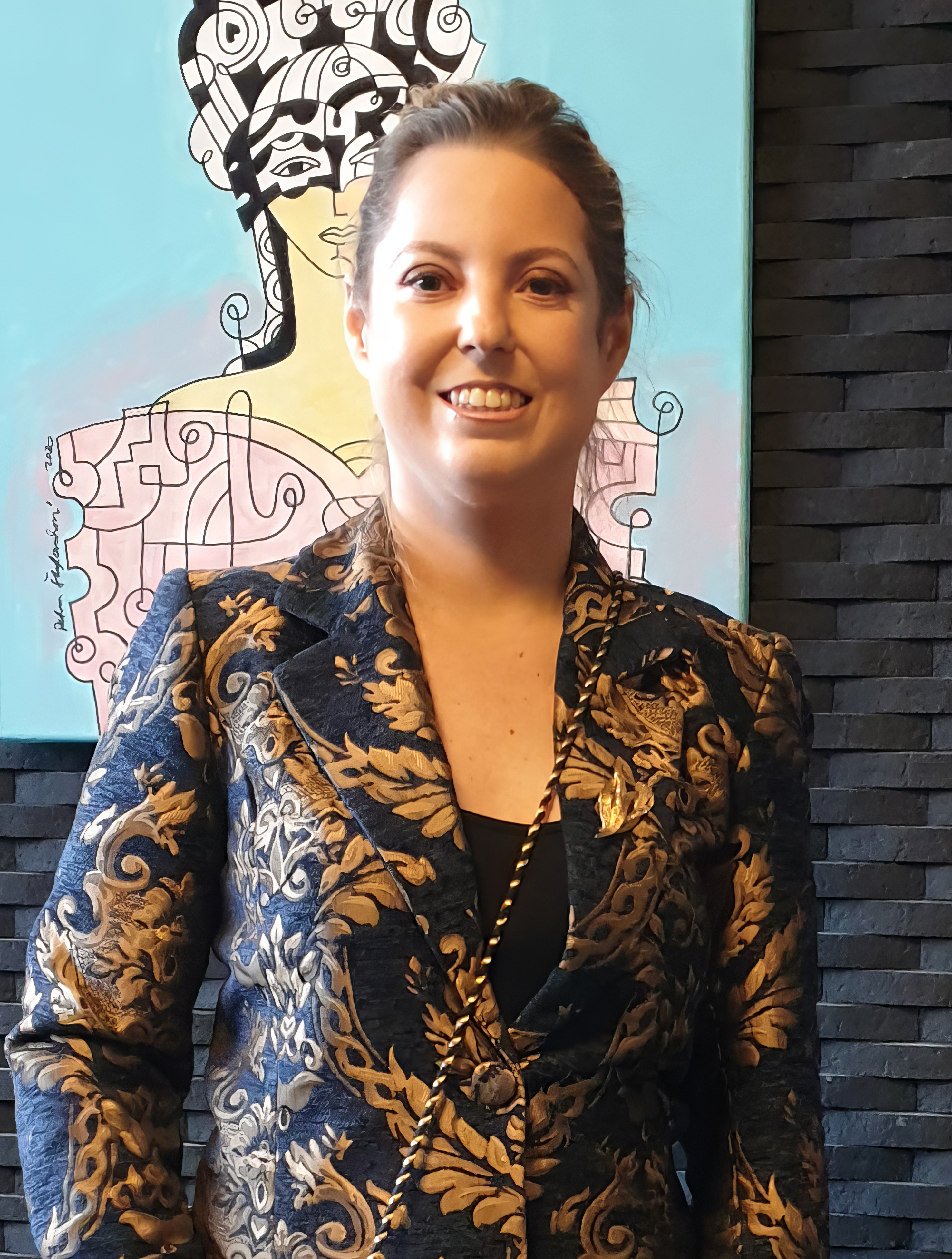
Petra Štefanková (2022)

Petra Štefanková (* 12. August 1978 in Bratislava, Tschechoslowakei) ist eine slowakische Illustratorin, Digitalkünstlerin, Designerin, Malerin, Art Director und Autorin. Sie hat in der Animations-, Werbe- und Verlagsbranche gearbeitet und dabei einen interdisziplinären Ansatz verfolgt. Ihre Arbeit stellt die Verschmelzung von zeitgenössischer Kunst und Design dar.
Seit 2008 ist sie Fellow der Royal Society of Arts in London. Mit der österreichischen Autorin und Musikkomponistin Hannah Lena Rebel arbeitete sie als Illustratorin an den Kinderbüchern Die Fliege auf dem Honigbrot und Whimsical Wonders: A Toy Store's Timeless Tales zusammen.
Weitere Veröffentlichungen mit Werken von Petra Štefanková umfassen „Visual Artist at Work“ von Michael Fleishman, Cengage (2009, USA);„Vector Graphics and Illustration, A master class in digital image-making“ von Steven Withrow und Jack Harris, Rotovision (2008, Großbritannien); „Illustration: A Theoretical and Contextual Perspective“ von Alan Male, Bloomsbury (2024, Großbritannien); The Economist, The Guardian, Aesthetica, Vanity Fair UK, Forbes Slovakia und viele mehr.